# 王接 (汉朝)
王接（？—前41年），涿郡蠡吾人，汉朝政治人物。汉宣帝母亲王翁须的兄弟王无故的长子（宣帝表兄弟、元帝表叔）。开始为侍中、卫尉，封平昌侯。前43年，被汉元帝封为大司马、车骑将军。前41年四月，王接去世，谥号考（平昌考侯）。